# Sarcophaga oshimensis
Sarcophaga oshimensis är en tvåvingeart som först beskrevs av Tadao Kano och William D. Field 1964.  Sarcophaga oshimensis ingår i släktet Sarcophaga och familjen köttflugor. Inga underarter finns listade i Catalogue of Life.